# میدان آزادی (کرمانشاه)
میدان آزادی یا گاراژ یکی از فلکه‌های اصلی شهر کرمانشاه است که در مرکز این شهر و در محدودهٔ شهرداری منطقه ۳ کرمانشاه قرار دارد. این میدان نقش مهمی در حمل و نقل شهری در شهر کرمانشاه دارد.

## نامگذاری
نام این میدان در بدو تأسیس میدان شاهپور بود. پس از انقلاب بهمن ۱۳۵۷ مردم نام آن را به میدان آزادی تغییر دادند. با این وجود به سبب آنکه در گذشته این مکان جایگاه گاراژها،‌ تعمیرگاه‌ها و نیز محل توقف اتوبوس‌ها و خودروها به مقصد تهران و شهرهای شرقی بود و کارکرد ترمینال را برای شهر بر عهده داشت، هنوز هم در میان مردم با نام گاراژ شناخته می‌شود.

## تاریخچه
خیابان مدرس کرمانشاه در سال ۱۳۱۴ به عنوان خیابان اصلی این شهر و به عنوان مسیری برای رفت‌وآمد اتوموبیل، از ورودی شهر در شمال شرقی به جنوب غربی آن احداث شد. تا سال ۱۳۳۵ مکان کنونی میدان آزادی همچنان با باغ‌های محلهٔ فیض‌آباد پوشیده شده‌بود. با این حال با افزایش استفاده از خودرو، تغییراتی اساسی در معابر ایجاد شد. ورودی شهر کرمانشاه در آن زمان در شمال شرقی شهر نیز به مکانی برای تعمیرگاه‌های خودرو و نیز ترمینالی غیررسمی برای اتوبوس‌ها و خودروهای سواری تبدیل شد. تا اوایل دههٔ ۱۳۵۰ این ناحیه از شهر به عنوان نقطهٔ اتصال کرمانشاه به جادهٔ قدیم تهران ایفای نقش می‌کرد و «گاراژ» نامیده می‌شد. در آن زمان ناحیه‌ای منفصل در شمال شرقی کنونی شهر در جوار کوه طاق‌بستان شروع به رشد کرد و احداث بلوار طاق‌بستان نیز به کشیده‌شدن توسعهٔ شهر در آن جهت جغرافیایی شتاب بخشید. در اوایل دههٔ ۱۳۵۰ و در سال‌های ۱۳۴۹ تا ۱۳۵۱ که امان‌الله کیهان شهردار کرمانشاه بود، فاصلهٔ میان ورودی شهر تا ابتدای کوی ۶ بهمن (۲۲ بهمن کنونی) و از آنجا تا ابتدای بلوار طاق‌بستان به صورت بلواری جدید درآمد و منطقهٔ پر رفت‌وآمد گاراژ نیز با انتقال تعمیرگاه‌ها و گاراژهای اتوبوس‌های مسافربری به صورت میدانی جدید به مساحت ۴۰ هزار مترمربع بازپیرایی شد. در بازپیرایی این میدان یک زیرگذر پیادهٔ تجاری و یک سن تئاتر برای نمایش‌های خیابانی در آن پیش‌بینی شد. در سال ۱۳۷۳ بازار روز آزادی در ضلع شرقی میدان آزادی ساخته شد.

### سن تئاتر
میدان جدید که به دلیل رشد شهر به سمت شمال شرقی، در مرکز شهر واقع بود به صورت محوطه‌ای به شکل دایره احداث شد که در میان آن یک سِن تئاتر روباز جانمایی شده‌بود. اختلاف سطح اندک میان دو سوی میدان به صورت چند سکوی کم ارتفاع درآمد که امکان نشستن تماشاگران را برای تماشای نمایش‌های خیابانی فراهم می‌کرد. یک کیوسک کوچک نیز به عنوان رختکن بازیگران در داخل میدان جانمایی شده‌بود. در سال‌های دههٔ ۵۰ و تا سال ۱۳۵۸ سن پلاتوی میدان آزادی به مکانی برای گروه‌های تئاتر تبدیل شده‌بود و همچنین به دلیل این فعالیت‌های فرهنگی، در سال‌های ابتدای انقلاب کتاب‌فروشان نیز در پیاده‌روهای میدان آزادی به فروش کتاب و محصولات فرهنگی می‌پرداختند.

### ماکت قبةالصخره و تخریب آن
پس از مدتی گروه‌های تئاتر که عمدتاً گرایش روشنفکری و چپ داشتند تعطیل شده و فضای میدان آزادی در اختیار شهرداری و دولت قرار گرفت. ساختمانی به شکل قبةالصخره در سال‌های ابتدای انقلاب در وسط میدان آزادی ساخته‌شد که تا آذرماه سال ۱۳۸۶ برجا بود. در آن سال ماکت مزبور تخریب شده و حوضی بزرگ با فواره جای آن را گرفت. اگرچه سن تئاتر روباز در تمام این سال‌ها باقی‌مانده بود، اما عمدتاً بی‌استفاده مانده و افزایش بار ترافیکی میدان نیز سبب شده‌بود تا امکان استفاده از آن از بین برود.

## وضعیت شیب
میدان آزادی دارای شیبی است که تحت تأثیر سه عامل به وجود آمده‌است. نخست شیب عمومی که در این قسمت از سمت جنوب به شمال و به سمت رودخانه قره‌سو است. عامل دوم وجود رودخانه آبشوران است که در خط‌القعر محدوده قرار گرفته و در دو سوی خود سبب ایجاد شیب شرقی-غربی شده‌است. عامل سوم نیز با محلهٔ مرتفع سرتپه مرتبط است که سبب ایجاد شیب در نواحی پیرامون خود شده‌است.

## کاربری‌های مهم

ایستگاه قطار شهری میدان آزادی (گاراژ) در حال ساخت، اردیبهشت ۱۴۰۰.

کاربری بیشتر ساختمان‌های قرارگرفته در میدان آزادی تجاری و اداری است. چند پاساژ و مجتمع تجاری و اداری و نیز ساختمان مرکزی و منطقه‌ای چند بانک نیز در میدان آزادی قرار دارد.
- ترمینال اتوبوس‌رانی درون‌شهری شماره ۱
- ترمینال اتوبوس‌رانی درون‌شهری شماره ۲
- بازار روز آزادی
- پارک‌سوار آزادی
- مرکز جراحی فوق‌تخصصی نورطب
- پارکینگ شبانه‌روزی آزادی
- شعبهٔ فروشگاه زنجیره‌ای اتکا
- بقعهٔ سیده فاطمه

### ایستگاه قطار شهری میدان آزادی
میدان آزادی کرمانشاه محل ساخت یکی از ایستگاه‌های قطار شهری کرمانشاه است. این ایستگاه که بزرگترین ایستگاه در میان ایستگاه‌های سیزده‌گانۀ این پروژه است،‌ تا مرداد ۱۳۹۹ از نظر فیزیکی ۲۸ درصد پیشرفت داشته‌است.

## مسیرهای ورودی و خروجی

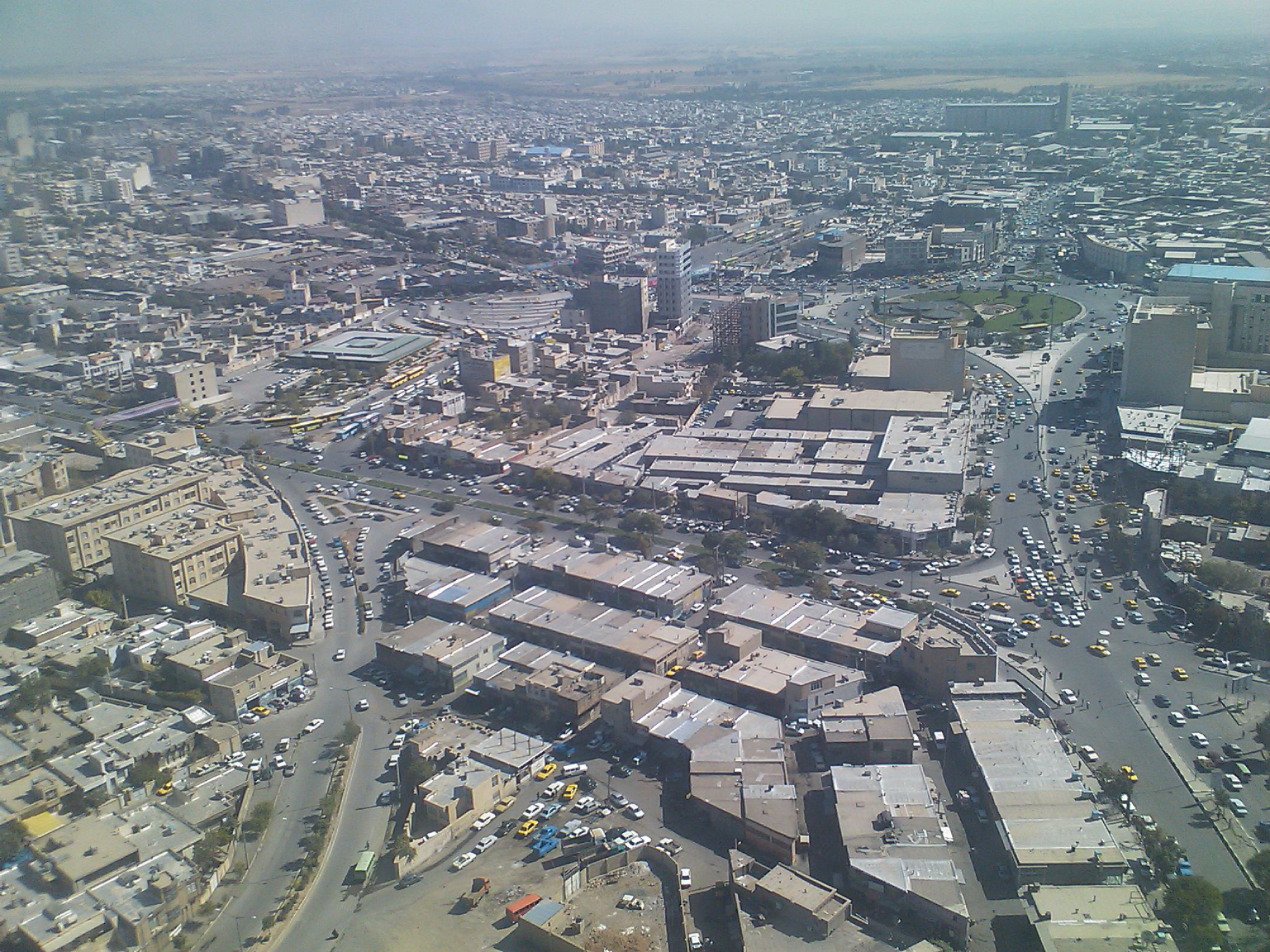
تصویری هوایی از میدان آزادی، ۲۰۰۹.

این میدان از سمت جنوب غربی از طریق خیابان مدرس (سپه) به چهاراه اجاق، خیابان دبیراعظم و میدان فردوسی متصل می‌شود. همچنین از سمت شمال شرقی از طریق بلوار شهید بهشتی با میدان نفت و بلوار طاق‌بستان در ارتباط قرار می‌گیرد. علاوه بر این خیابان شهید علی امجدیان (سیلو) در سمت جنوب شرقی میدان آزادی قرار دارد که به تقاطع شهدا، باغ فردوس و شهرک کیهانشهر می‌رسد و از سمت غربی میدان نیز می‌توان از طریق خیابان کارگر به چهارراه نقلیه، خیابان عشایر (سنجابی) و میدان سنجابی رسید. علاوه بر این‌ها خیابان‌های شهید جلیلیان، ۱۷ شهریور (گلایول) و خیابان ترمینال نیز با فاصلهٔ اندکی به میدان آزادی می‌رسند.

## فضای اجتماعی
میدان آزادی محل تجمع دست‌فروشان و نیز فروشندگان غیررسمی ارز و تلفن همراه است. همچنین چندین بار از این میدان به عنوان محلی برای اعدام در ملأ عام و نیز مانورهای نظامی استفاده شده‌است.

## رخدادهای تاریخی
- در سال ۱۳۵۹ یکی از ساختمان‌های دانشگاه رازی در میدان آزادی کرمانشاه هدف بمباران قرار گرفت که طی آن ۵ نفر کشته و ۱۰ تا ۱۲ نفر مجروح شدند و ساختمان دانشگاه نیز بیش از ۲۰ درصد آسیب دید.[۱۰]